# Lingbao
Lingbao (灵宝市S, Língbǎo shìP) è una città-contea della Cina, situata nella provincia di Henan e amministrata dalla prefettura di Sanmenxia.